# Blăjel
Blajel là một xã thuộc hạt Sibiu, România. Dân số thời điểm năm 2002 là 2471 người.